# Następstwa kadrowe po katastrofie Tu-154 w Smoleńsku w polskich urzędach państwowych i instytucjach
Niniejszy artykuł omawia następstwa kadrowe katastrofy polskiego Tu-154 w Smoleńsku dla polskich urzędów państwowych i instytucji.
Po katastrofie prezydenckiego samolotu wiele instytucji i urzędów państwowych (w tym konstytucyjne urzędy: Prezydenta Rzeczypospolitej Polskiej, Prezesa Narodowego Banku Polskiego, Rzecznika Praw Obywatelskich, Szefa Sztabu Generalnego Wojska Polskiego, Szefa Kancelarii Prezydenta Rzeczypospolitej Polskiej) pozostało bez obsady. Tylko w wypadku Prezydenta Rzeczypospolitej Polskiej Konstytucja wskazywała bezpośrednio osobę mającą tymczasowo wykonywać obowiązki głowy państwa. W pozostałych przypadkach ustawy nie przewidywały następstwa prawnego na wypadek śmierci przed upływem kadencji.
Odrębną procedurę uzupełniania mandatów posłów i senatorów przewidywała ordynacja wyborcza do Sejmu i Senatu.

## Urzędy państwowe i instytucje
| Urząd lub instytucja                    | Osoba, która zginęła, pełniąc ten urząd lub przewodnicząc tej instytucji | Osoba pełniąca obowiązki | Następca | Uwagi |
| --------------------------------------- | --- | --- | --- | --- |
| Prezydent RP                            | Lech Kaczyński | Bronisław Komorowski (Marszałek Sejmu RP) od 10 kwietnia 2010 do 8 lipca 2010 Bogdan Borusewicz (Marszałek Senatu RP) w dniu 8 lipca 2010 Grzegorz Schetyna (Marszałek Sejmu RP) od 8 lipca 2010 do 6 sierpnia | Bronisław Komorowski | na mocy art. 131 ust. 2 pkt. 1 Konstytucji Rzeczypospolitej Polskiej z chwilą opróżnienia urzędu prezydenckiego Marszałek Sejmu tymczasowo wykonuje obowiązki prezydenta Rzeczypospolitej Polskiej |
| Rzecznik Praw Obywatelskich             | Janusz Kochanowski | brak | Irena Lipowicz | Rzecznika powołuje Sejm za zgodą Senatu na wniosek Marszałka Sejmu albo grupy 35 posłów |
| Prezes Instytutu Pamięci Narodowej      | Janusz Kurtyka | Franciszek Gryciuk | Łukasz Kamiński | Prezesa Instytutu Pamięci Narodowej powołuje i odwołuje Sejm RP, za zgodą Senatu, na wniosek Kolegium Instytutu Pamięci Narodowej, które zgłasza kandydata spoza swego grona |
| Prezes Narodowego Banku Polskiego       | Sławomir Skrzypek | Piotr Wiesiołek (I zastępca Prezesa NBP) | Marek Belka | zgodnie z art. 10 ust. 1 Ustawy o Narodowym Banku Polskim, jego obowiązki przejmuje wiceprezes NBP – pierwszy zastępca Prezesa NBP |
| przewodniczący Rady Polityki Pieniężnej | Sławomir Skrzypek | Piotr Wiesiołek | Marek Belka | „RPP [...] uznała, że [...] prezes Wiesiołek [...] ma pełne uprawnienia prezesa NBP łącznie z prawem głosu na posiedzeniach RPP [...]. Tak będzie aż do wyboru nowego prezesa NBP. Przyjęliśmy taką interpretację przedstawioną przez prawników” – poinformowała Anna Zielińska-Głębocka, członek RPP. |
| Poseł                                   | Wicemarszałkowie: Krzysztof Putra, Jerzy Szmajdziński oraz Leszek Deptuła, Grzegorz Dolniak, Grażyna Gęsicka, Przemysław Gosiewski, Izabela Jaruga-Nowacka, Sebastian Karpiniuk, Aleksandra Natalli-Świat, Maciej Płażyński, Arkadiusz Rybicki, Jolanta Szymanek-Deresz, Zbigniew Wassermann, Wiesław Woda i Edward Wojtas | brak | Bartłomiej Dorywalski, Wiesław Kilian, Jacek Kowalik, Zbigniew Kruszewski, Paweł Orłowski, Wiesław Rygiel, Monika Ryniak, Kazimierz Smoliński, Marian Starownik, Wiesław Suchowiejko, Andrzej Sztorc, Anna Śliwińska, Krzysztof Tołwiński, Jan Warzecha i Elżbieta Zakrzewska | Miejsce zmarłych posłów zajmą kolejne osoby z list wyborczych według liczby uzyskanych głosów, przy czym kandydat ma prawo zrzec się pierwszeństwa do mandatu na rzecz kolejnej osoby. Wicemarszałkowie: Marek Kuchciński, Jerzy Wenderlich. 5 maja 2010 jedenastu nowych posłów złożyło ślubowanie poselskie, a dwa dni później to samo uczyniła Elżbieta Zakrzewska. 19 maja ślubowanie złożyły kolejne dwie osoby. 20 maja ślubowanie złożył Marian Starownik. |
| Senator                                 | Wicemarszałek Krystyna Bochenek Janina Fetlińska Stanisław Zając | brak | Alicja Zając, Michał Boszko, Leszek Piechota | W macierzystych okręgach zmarłych senatorów w terminie 3 miesięcy od dnia wygaśnięcia mandatów muszą odbyć się wybory uzupełniające. Wicemarszałkiem Senatu została wybrana Grażyna Sztark. 20 czerwca 2010 r. odbyły się wybory uzupełniające. |
| szef Biura Bezpieczeństwa Narodowego    | Aleksander Szczygło | Zbigniew Nowek (zastępca szefa BBN) | Stanisław Koziej | [ 15 ] |
| szef Sztabu Generalnego WP              | gen. Franciszek Gągor | gen. broni Mieczysław Stachowiak (I zastępca szefa) | gen. broni Mieczysław Cieniuch | [ 17 ] |
| dowódca Wojsk Lądowych RP               | gen. dyw. Tadeusz Buk | gen. dyw. Edward Gruszka (szef sztabu – zastępca dowódcy) | gen. dyw. Zbigniew Głowienka | [ 17 ] |
| dowódca Sił Powietrznych RP             | gen. broni pil. Andrzej Błasik | gen. dyw. Krzysztof Załęski (szef sztabu – zastępca dowódcy) | gen. broni pil. Lech Majewski | [ 17 ] |
| dowódca Marynarki Wojennej RP           | wiceadm. Andrzej Karweta | wiceadm. Waldemar Głuszko (szef sztabu – zastępca dowódcy) | adm. floty Tomasz Mathea | [ 17 ] |
| dowódca Wojsk Specjalnych RP            | gen. dyw. Włodzimierz Potasiński | gen. bryg. Marek Jerzy Olbrycht (szef sztabu – zastępca dowódcy) | płk Piotr Patalong | [ 17 ] |
| dowódca Operacyjny Sił Zbrojnych RP     | gen. broni Bronisław Kwiatkowski | gen. dyw. pil. Sławomir Dygnatowski (zastępca dowódcy) | gen. dyw. Edward Gruszka | [ 17 ] |
| dowódca Garnizonu Warszawa              | gen. bryg. Kazimierz Gilarski | płk Wiesław Grudziński (zastępca dowódcy) | płk Wiesław Grudziński | [ 17 ] |
| Prezes Polskiego Komitetu Olimpijskiego | Piotr Nurowski | Andrzej Kraśnicki (I wiceprezes) | Andrzej Kraśnicki | Andrzej Kraśnicki wybrany prezesem 20 IV 2010 r. przez Zarząd Polskiego Komitetu Olimpijskiego w miejsce zmarłego Piotra Nurowskiego. |